# Чемпионат Европы по прыжкам в воду 2017
Чемпионат Европы по прыжкам в воду 2017 прошёл с 12 по 18 июня в украинской столице - Киеве. 13 комплектов наград было разыграно 128 спортсменами из 23 стран.

## Участники
- Армения (3)
- Австрия (2)
- Беларусь (5)
- Болгария (2)
- Великобритания (12)
- Венгрия (5)
- Германия (12)
- Грузия (3)
- Ирландия (2)
- Испания (6)
- Италия (10)
- Латвия (1)
- Литва (1)
- Нидерланды (5)
- Польша (3)
- Румыния (2)
- Россия (15)
- Украина (12)
- Финляндия (3)
- Франция (7)
- Хорватия (2)
- Швеция (6)
- Швейцария (7)

## Распределение наград[1]
Организатор 
| Место | Страна         | Золото | Серебро | Бронза | Всего |
| ----- | -------------- | ------ | ------- | ------ | ----- |
| 1     | Россия         | 3      | 6       | 2      | 11    |
| 2     | Украина        | 3      | 4       | 3      | 10    |
| 3     | Великобритания | 3      | 0       | 3      | 6     |
| 4     | Франция        | 2      | 0       | 1      | 3     |
| 4     | Италия         | 2      | 0       | 1      | 3     |
| 6     | Германия       | 0      | 2       | 2      | 4     |
| 7     | Швейцария      | 0      | 1       | 0      | 1     |
| 8     | Нидерланды     | 0      | 0       | 1      | 1     |
| Всего | Всего          | 13     | 13      | 13     | 39    |

## Призёры

### Мужчины
| Дисциплины                        | Золото                                          | Золото | Серебро                                      | Серебро | Бронза                                         | Бронза |
| --------------------------------- | ----------------------------------------------- | ------ | -------------------------------------------- | ------- | ---------------------------------------------- | ------ |
| Прыжок с 1-м трамплина            | Илья Кваша                                      | 431.75 | Патрик Хаусдинг                              | 419.80  | Маттьё Россе                                   | 412.95 |
| Прыжок с 3-м трамплина            | Илья Захаров                                    | 525.10 | Илья Кваша                                   | 484.30  | Олег Колодий                                   | 470.30 |
| Прыжок с 10-м вышки               | Бенжамен Оффре                                  | 511.75 | Виктор Минибаев                              | 493.25  | Мэтти Ли                                       | 485.55 |
| Синхронный прыжок с 3-м трамплина | Россия · Илья Захаров · Евгений Кузнецов        | 427.71 | Украина · Илья Кваша · Олег Колодий          | 426.96  | Великобритания · Фредди Вудворд · Джеймс Хитли | 395.61 |
| Синхронный прыжок с 10-м вышки    | Украина · Максим Долгов · Александр Горшковозов | 431.28 | Россия · Никита Шлейхер · Александр Белевцев | 406.56  | Великобритания · Ноу Уильямс · Мэттью Диксон   | 388.05 |

### Женщины
| Дисциплины                        | Золото                                     | Золото | Серебро                                    | Серебро | Бронза                                  | Бронза |
| --------------------------------- | ------------------------------------------ | ------ | ------------------------------------------ | ------- | --------------------------------------- | ------ |
| Прыжок с 1-м трамплина            | Елена Бертокки                             | 282.80 | Надежда Бажина                             | 277.35  | Луиза Штавцински                        | 271.80 |
| Прыжок с 3-м трамплина            | Анна Письменская                           | 303.30 | Мишель Хаймберг                            | 293.25  | Анастасия Недобига                      | 291.65 |
| Прыжок с 10-м вышки               | Луис Тоулсон                               | 330.75 | Анна Чуйнышева                             | 326.90  | Юлия Тимошинина                         | 313.30 |
| Синхронный прыжок с 3-м трамплина | Россия · Надежда Бажина · Кристина Ильиных | 304.80 | Германия · Тина Пунцель · Фридерика Фрейер | 284.10  | Нидерланды · Инге Янсен · Дафна Вилс    | 283.80 |
| Синхронный прыжок с 10-м вышки    | Великобритания · Руби Бауэр · Фиби Бэнкс   | 299.19 | Россия · Юлия Тимошинина · Валерия Белова  | 297.00  | Украина · Валерия Люлько · София Лыскун | 288.96 |

### Смешанный разряд
| Дисциплины             | Золото                                    | Золото | Серебро                                           | Серебро | Бронза                                    | Бронза |
| ---------------------- | ----------------------------------------- | ------ | ------------------------------------------------- | ------- | ----------------------------------------- | ------ |
| 3-м трамплин           | Италия · Елена Бертокки · Майкол Верзотто | 287.88 | Украина · Виктория Кесарь · Станислав Олиферчик   | 282.96  | Германия · Тина Пунцель · Лу Массенберг   | 281.40 |
| 10-м вышка             | Великобритания · Луис Тоулсон · Мэтти Ли  | 308.16 | Россия · Юлия Тимошинина · Виктор Минибаев        | 300.30  | Италия · Ноэми Батки · Майкол Верзотто    | 299.58 |
| Командные соревнования | Франция · Лаура Марино · Мэттью Россе     | 372.40 | Украина · Виктория Кесарь · Александр Горшковозов | 366.55  | Россия · Надежда Бажина · Виктор Минибаев | 366.10 |

## Очки (командный зачёт)
| №  | Страна         | Мужчины | Женщины | Микст  | Всего |
| -- | -------------- | ------- | ------- | ------ | ----- |
| 1  | Украина        | 100 (9) | 82 (9)  | 62 (6) | 244   |
| 2  | Россия         | 83 (8)  | 99 (10) | 60 (6) | 242   |
| 3  | Германия       | 60 (9)  | 79 (9)  | 46 (6) | 185   |
| 4  | Великобритания | 71 (9)  | 61 (6)  | 40 (4) | 172   |
| 5  | Италия         | 43 (7)  | 38 (5)  | 62 (6) | 143   |
| 6  | Франция        | 38 (5)  | 5 (1)   | 40 (4) | 83    |
| 7  | Нидерланды     | 0       | 53 (8)  | 24 (4) | 77    |
| 8  | Швейцария      | 21 (3)  | 29 (5)  | 16 (2) | 66    |
| 9  | Беларусь       | 33 (7)  | 4 (1)   | 18 (2) | 55    |
| 10 | Швеция         | 0       | 18 (4)  | 22 (4) | 40    |
| 11 | Польша         | 17 (4)  | 4 (2)   | 0      | 21    |
| 12 | Армения        | 18 (3)  | 0       | 0      | 18    |
| 13 | Испания        | 17 (4)  | 0       | 0      | 17    |
| 14 | Венгрия        | 0       | 14 (3)  | 0      | 14    |
| 15 | Австрия        | 8 (2)   | 0       | 0      | 8     |
| 16 | Румыния        | 0       | 0       | 6 (2)  | 6     |
| 17 | Финляндия      | 0       | 5 (1)   | 0      | 5     |
| 18 | Грузия         | 2 (2)   | 0       | 0      | 2     |